# هنري أغارد ولاس
هنري أغارد والاس (بالإنجليزية: Henry A. Wallace) (7 أكتوبر 1888 - 18 نوفمبر 1965) هو نائب رئيس الولايات المتحدة الثالث والثلاثين (1941-1945)، ووزير الزراعة الحادي عشر (1933-1940)، ووزير التجارة العاشر (1945-1946). أسس الحزب التقدمي وكان مرشحا للرئاسة في انتخابات الرئاسة عام 1948. وكان مؤيدا قويا لأفكار الصفقة الجديدة وسعى للتوافق مع الاتحاد السوفيتي.
ولد هنري والاس في مقاطعة أدير في ولاية آيوا وهو ابن هنري كانتويل والاس وزير الزراعة الأسبق. حصل على شهادة في تربية الحيوانات من جامعة ولاية آيوا، وعمل كمزارع ومحرر في صحيفة. أسس شركة هاي بريد للذرة التي شهدت نجاحا هائلا وجعلت من والاس ثريا. وساعد والاس أيضا في إدخال استخدام الإحصاءات والاقتصاد القياسي في الزراعة. وبدأ باستكشاف مختلف الديانات منذ عقد 1920، وأصبحت مهتما بالفلسفة الدينية وصادق شخصيات مثل جورج ويليام راسل ونيكولاس روريش.
في عام 1933، عينه الرئيس فرانكلين روزفلت وزيرا للزراعة. ورغم أنه انضم إلى الجمهوريين في البداية، إلا أنه انضم إلى الحزب الديمقراطي في عام 1936. سعى والاس بوصفه وزيرا للزراعة على رفع أسعار المنتجات الزراعية، ودعم مفهوم مخازن الحبوب الطبيعية. تخلى روزفلت عن جون نانس غارنر لمنصب نائب الرئيس في انتخابات عام 1940، واختار والاس ليرافقه في ترشيحه لولاية ثالثة. وقد أدى اختيار والاس الليبرالي إلى إزعاج العديد من المندوبين الديمقراطيين، ولكن والاس نال ترشيح المؤتمر الوطني الديمقراطي لعام 1940 بعد أن هدد روزفلت بعدم الترشح للرئاسة. انتصر روزفلت ووالاس على بطاقة الجمهوريين في انتخابات عام 1940، وأدى والاس اليمين كنائب للرئيس في عام 1941. لم يكن والاس ذا شعبية لدى العديد من القادة الديمقراطيين، فقام المؤتمر الوطني الديمقراطي بإبعاد والاس في إعادة ترشيح روزفلت عام 1944، واختار بدلا منه هاري ترومان. عين روزفلت والاس لمنصب وزير التجارة في مارس 1945 وواصل والاس عمله تحت رئاسة ترومان بعد وفاة روزفلت في أبريل 1945.
قام ترومان بفصل والاس في سبتمبر 1946 بعد أن أدلى الأخير بتعليقات مثيرة للجدل بشأن التصالح مع الاتحاد السوفياتي. أصبح والاس رئيس تحرير صحيفة ذا نيو ريببلك وبرز كناقد بارز لسياسات ترومان الخارجية. حاول والاس الترشح كطرف ثالث للرئاسة في عام 1948، ودعا إلى تأمين صحي حكومي شامل، وإنهاء للحرب الباردة، وإلغاء الفصل العرقي. ولكن تضرّرت حملته بسبب الاتهامات حول تأثره بالشيوعية وارتباطه بشخصيات الفلسفة الدينية، ولم يتلقى سوى نسبة 2.4٪ من الأصوات الشعبية. عاد والاس إلى الزراعة بعد هذه الانتخابات ودرس العلوم الزراعية. ونشر لاحقا مذكرات تنكر آراء سياسته الخارجية، وأيد المرشحين الجمهوريين في الانتخابات الرئاسية 1956 و 1960. وتوفي في دانبري، كونيتيكت في عام 1965.

## النشأة والتعليم
وُلد والاس في 7 أكتوبر 1888 في مزرعة بالقرب من مدينة أورينت ضمن ولاية آيوا، لوالده هنري كانتويل والاس ووالدته ماي. كان لوالاس أخوين وأختين أصغر منه في العمر. كان جده لأبيه المعروف باسم «العم هنري» من ملاك الأراضي المهمين ومحررًا لإحدى الصحف وناشطًا جمهوريًا ومن دعاة حركة الإنجيل الاجتماعي في مقاطعة أدير ضمن ولاية آيوا. كان والد العم هنري من المهاجرين الاسكتلنديين الذين هاجروا من قرية كيلريا في مقاطعة لندنديري في أيرلندا إلى مدينة فيلادلفيا في 1823. وُلدت ماي (اسمها قبل الزواج برودهيد) في مدينة نيويورك لكنها تربت على يد عمتها في مدينة موسكاتاين ضمن ولاية آيوا بعد موت والديها.
انتقلت عائلة والاس للعيش في مدينة أيمز في ولاية آيوا في 1892 وإلى مدينة دي موين في ولاية آيوا في 1896. أسس آل والاس صحيفة زراعية عُرفت باسم والسز فارمر. نجحت هذه الصحيفة نجاحًا باهرًا وجعلتهم أغنياء وذوي نفوذ سياسي. أبدى والاس اهتمامًا كبيرًا بالزراعة والنباتات في عمر مبكر جدًا وصادق عالم النبات الأمريكي من أصل أفريقي جورج واشنطن كارفر، الذي تحدث معه كثيرًا عن النباتات ومواضيع أخرى. أبدى والاس اهتمامًا خاصًا بمحصول الذرة، الذي مثل المحصول الزراعي الرئيس في ولاية آيوا. صمم والاس تجربة في 1904 دحضت ادعاء الخبير الزراعي بيري غريلي هولدن الذي ينص على إنتاج الذرة الأكثر جمالًا لأكبر قدر من عائدات المحصول. تخرج والاس من مدرسة ويست الثانوية في 1906 والتحق بجامعة ولاية آيوا لاحقًا في تلك السنة وتخصص بتربية الحيوانات. التحق والاس بنادي هوكاي، وهو من المنظمات الأخوية، واستغل أغلب وقت فراغه في دراسة الذرة. أسس والاس ناديًا سياسيًا لدعم غيفورد بنكوت، وهو جمهوري تقدمي وشغل منصب رئيس دائرة الغابات في الولايات المتحدة.

## صحفي ومزارع
عمل والاس في وظيفة كاتب ومحرر بدوام كامل لصالح صحيفة العائلة، والسز فارمر، وذلك بعد تخرجه في 1910. اهتم باستعمال الرياضيات والعلوم الاقتصادية في الزراعة، وتعلم التفاضل والتكامل في محاولة منه لفهم أسعار الخنازير. كتب مقالًا ملهمًا بالاشتراك مع الإحصائي الرائد جورج دبليو. سنيديكور حول أساليب حساب الارتباطات والانحدارات. أصبح محررًا مشاركًا في صحيفة والسز فارمر بالاشتراك مع والده بعد موت جده في 1916. تولى والاس قيادة صحيفة العائلة في 1921 بعد قبول والده بتعيينه في منصب وزير الزراعة في حكومة الرئيس وارن جي. هاردينغ. خسر عمه ملكية الصحيفة في 1932 بسبب تأثيرات الكساد العظيم وتوقف والاس عن العمل محررًا للصحيفة في 1933.
اشترى والاس وزوجته مزرعة في مدينة جونستون في ولاية آيوا في 1914، وحاولا في البداية الجمع بين إنتاج محصول الذرة وبين صناعة الألبان، لكنهما حولا تركيزهما الكامل بعد ذلك إلى إنتاج الذرة فقط. تأثر والاس بإدوارد موراي إيست، ما دفعه إلى التركيز على إنتاج الذرة الهجينة، وطور نوعًا هجينًا عُرف باسم «كوبر كروس». وصل والاس في 1923 إلى الاتفاق الأول من نوعه لإنتاج البذور المهجنة وذلك بعد موافقته على منح الحق الحصري لشركة آيوا للحبوب في زراعة وبيع ذرة كوبر كروس. شارك في تأسيس شركة هاي بريد للذرة في 1926 التي اختصت في تطوير الذرة الهجينة وإنتاجها. حققت شركة هاي بريد للذرة نجاحًا باهرًا على الرغم من تحقيقها أرباحًا قليلة في بادئ الأمر.

## العمل السياسي المبكر
ساعد والاس ووالده خلال الحرب العالمية الأولى في تطوير سياسات لصالح وكالة إدارة الغذاء الأمريكية من أجل زيادة إنتاج الخنازير. شارك والاس الأكبر في الجهود الساعية لمنع هيربت هوفر من الترشح للرئاسة في المؤتمر الوطني الجمهوري في 1920، وذلك بعد نبذ هوفر للسياسات المقترحة لصالح وكالة إدارة الغذاء الأمريكية من قبل آل والاس. نشر والاس مقالة بعنوان الأسعار الزراعية، التي حث فيها السياسات الحكومية للسيطرة على أسعار السلع الزراعية. حذر المزارعين أيضًا من حصول انهيار وشيك في أسعار السلع الزراعية بعد انتهاء الحرب. أثبتت توقعات والاس صحتها، فقد شهدت فترة ما بعد الحرب بداية لأزمة زراعية امتدت إلى عشرينيات القرن العشرين. انخفض سعر البوشيل الواحد للذرة من 1.68$ في 1918 إلى 0.42$ في 1921، ما يعكس انخفاضًا ذا نطاق أوسع في الأسعار. اقترح والاس حلولًا متعددة لمجابهة أزمة الزراعة، التي اعتقد أنها قد نجمت عن الإفراط في الإنتاج من قبل المزارعين. اقترح والاس مجموعة من السياسات ومن ضمنها سياسة «المحافظة على مستوى الحبوب المخزونة» التي تنص على شراء الحكومة لفائض المحاصيل الزراعية وتخزينها خلال أوقات انخفاض أسعار المحاصيل الزراعية، وبيع هذا الفائض خلال فترات ارتفاع أسعار المحاصيل الزراعية.
دعم كل من والاس الأب والابن مشروع قانون مكناري هوغين للإغاثة الزراعية، الذي نص على تسويق وتصدير فائض المحاصيل الزراعية في الأسواق الأجنبية من قبل الحكومة الفيدرالية. قوبل مشروع هذا القانون بالرفض، ويعود السبب الأكبر في هذا إلى معارضة الرئيس كالفين كوليدج له، الذي استلم منصب الرئاسة بعد موت الرئيس هاردينغ في 1923. توفي والد والاس في أكتوبر 1924، وصوّت هنري للمرشح روبرت لا فوليت عن الحزب التقدمي في الانتخابات الرئاسية في نوفمبر 1924. دفعت الضغوط التي مارسها والاس على الكونغرس إلى تمرير مشروع قانون مكناري هوغين في 1927 وفي 1928، لكن استخدم الرئيس كوليدج حق النقض ضد القانون في كلا المناسبتين. حاول والاس إقناع فرانك لودين حاكم ولاية إلينوي للترشح للرئاسة، وذلك بسبب عدم رضاه عن مرشحي الأحزاب الكبرى في الانتخابات الرئاسية في 1928. دعم المرشح ألفريد إيمانويل سميث عن الحزب الديمقراطي في النهاية، لكن فاز المرشح هيربرت هوفر عن الحزب الجهوري فوزًا ساحقًا. دمر الكساد الكبير مزارعي ولاية آيوا خلال فترة حكم هوفر، وذلك بعد أن انخفض دخل المزارعين بنحو ثلثين للفترة من 1929 إلى 1932. روج والاس لمرشح الحزب الديمقراطي فرانكلين دي. روزفلت، الذي فضل السياسات الزراعية لوالاس وخبير الاقتصاد إم. إل. ويلسون. 

## قراءة إضافية
- Jennet Conant. The Irregulars: Roald Dahl and the British Spy Ring in Wartime Washington. New York: Simon and Schuster, 2008. British Intelligence surveillance of Vice President Henry A. Wallace and other Washington figures during and immediately after World War II.
- Culver, John C. and John Hyde. American Dreamer: The Life and Times of Henry A. Wallace. New York: W.W. Norton, 2002.
- Devine, Thomas W. Henry Wallace's 1948 Presidential Campaign and the Future of Postwar Liberalism. Chapel Hill, NC: University of North Carolina Press, 2013.
- دوايت ماكدونالد. Henry Wallace: the Man and the Myth. Vanguard Press, 1948.
- Markowitz, Norman D. The Rise and Fall of the People's Century: Henry A. Wallace and American Liberalism, 1941–1948. New York: The Free Press, 1973.
- Maze, John and Graham White, Henry A. Wallace: His Search for a New World Order. University of North Carolina Press. 1995
- Pietrusza, David 1948: Harry Truman's Improbable Victory and the Year that Changed America. Union Square Press, 2011.
- Schapsmeier, Edward L. and Frederick H. Schapsmeier. Prophet in Politics: Henry A. Wallace and the War Years, 1940–1965. Ames: Iowa State University Press, 1970.
- Schapsmeier, Edward L. and Frederick H. Schapsmeier. Henry A. Wallace of Iowa: the Agrarian Years, 1910–1940. Ames: Iowa State University Press, 1968.
- Schmidt, Karl M. Henry A. Wallace, Quixotic Crusade 1948. Syracuse University Press, 1960.
- Walker, J. Samuel Walker. Henry A. Wallace and American Foreign Policy. Westport, Conn: Greenwood Press, 1976.
- Wheatcroft, Geoffrey. "The Prince of Wallese". Times Literary Supplement, November 24, 2000.

## روابط خارجية
- هنري أغارد ولاس على موقع الموسوعة البريطانية (الإنجليزية)
- هنري أغارد ولاس على موقع مونزينجر (الألمانية)
- هنري أغارد ولاس على موقع ميوزك برينز (الإنجليزية)
- هنري أغارد ولاس على موقع إن إن دي بي (الإنجليزية)

- Mark O. Hatfield, with the Senate Historical Office. "Henry Agard Wallace, 33rd Vice President (1941-1945)". In Senate History, Vice Presidents of the United States, 1789-1993, Introduction by Mark O. Hatfield, pp. 399-406. Washington: U.S. Government Printing Office, 1997. United States Senate Website.
- Selected Works of Henry A. Wallace
- "The Century of the Common Man". The text of Wallace's 1942 speech.
- Papers of Henry Wallace Digital Collection
- Quotes by Henry A. Wallace
- Searchable index of Wallace papers at the Library of Congress, Franklin D Roosevelt Library, and the University of Iowa
- "Henry A. Wallace – Agricultural Pioneer, Visionary and Leader", Iowa Pathways, education site of Iowa Public Television
- "The Life of Henry A. Wallace: 1888–1965", on website of The Wallace Center for Agricultural and Environmental Policy at Winrock International
- A film clip "Longines Chronoscope with Henry A. Wallace (December 28, 1951)" is available for free download at the أرشيف الإنترنت
- A film clip "Longines Chronoscope with Henry Agard Wallace (October 17, 1952)" is available for free download at the أرشيف الإنترنت
- "Is There Any 'Wallace' Left in the Democratic Party?", The Real News (TRNN). Scott Wallace, grandson of Henry A. Wallace, interviewed by Paul Jay (video).
- Peter Beinart. "An Argument for a New Liberalism", ذا نيو ريببلك (December 2, 2004). Peter Beinart argued that هاري ترومان 1948 defeat of Wallace helped transform the Democrats into an anti-totalitarian party. Beinart condemned liberal Democrats who opposed the 2003 Iraq invasion as "Wallacite", a derogatory term he coined to indicate "soft on totalitarianism and external threats". Beinart subsequently reversed his position on the Iraq war, saying it had been "a tragic mistake".   - "Wallace, Henry Agard (1888–1965)". Biography of Wallace on Documents Talk: A Non-Definitive History, a site devoted to recent research in Soviet Cold War Archives maintained by Svetlana Chervonnaya
  - FBI file on Henry Wallace
  - The Country Life Center location of The Wallace Centers of Iowa: birthplace farm of Henry A. Wallace. Museum and gardens.
مراجع
  1. ↑  Encyclopædia Britannica | Henry A. Wallace (بالإنجليزية), QID:Q5375741
  2. ↑  The Biographical Dictionary of Iowa | Henry Agard Wallace (بالإنجليزية), 2008, OL:23156459M, QID:Q27798054
  3. ↑  Brockhaus Enzyklopädie | Henry Agard Wallace (بالألمانية), OL:19088695W, QID:Q237227
  4. ↑  GeneaStar | Henry A. Wallace، QID:Q98769076
  5. ↑  Большая советская энциклопедия: [в 30 т.] (بالروسية) (3rd ed.), Москва: Большая российская энциклопедия, 1969, Уоллес Генри Эгард, OCLC:14476314, QID:Q17378135
  6. ↑  Southwick (1998), p. 620
  7. ↑  Culver & Hyde (2000), pp. 23–24
  8. ↑  Culver & Hyde (2000), pp. 3–10
  9. ↑  Culver & Hyde (2000), pp. 9–10
  10. ↑  Culver & Hyde (2000), pp. 11–17
  11. ↑  Culver & Hyde (2000), pp. 21–22
  12. ↑  Culver & Hyde (2000), pp. 13–14
  13. ↑  Culver & Hyde (2000), pp. 26–29
  14. ↑  Culver & Hyde (2000), pp. 29–34
  15. ↑  Culver & Hyde (2000), p. 37
  16. ↑  Culver & Hyde (2000), pp. 37–39
  17. ↑  Wallace، Henry Agard؛ Snedecor، George Waddel (1925). "Correlation and Machine Calculation". Iowa State College Bulletin. ج. 35.
  18. ↑  Culver & Hyde (2000), p. 42–44
  19. ↑  Culver & Hyde (2000), pp. 53–55
  20. ↑  Culver & Hyde (2000), pp. 92–93, 110
  21. ↑  Culver & Hyde (2000), pp. 40–41
  22. ↑  Culver & Hyde (2000), pp. 67–70
  23. ↑  Culver & Hyde (2000), pp. 82–83
  24. ↑  Culver & Hyde (2000), pp. 46–48
  25. ↑  Culver & Hyde (2000), pp. 50–52
  26. ↑  Culver & Hyde (2000), pp. 52–53
  27. ↑  Culver & Hyde (2000), pp. 56–59
  28. ↑  Culver & Hyde (2000), pp. 62–63
  29. ↑  Culver & Hyde (2000), pp. 64–65, 71
  30. ↑  Culver & Hyde (2000), pp. 84–85
  31. ↑  Culver & Hyde (2000), pp. 86–87
  32. ↑  Culver & Hyde (2000), pp. 99–100
  33. ↑  Culver & Hyde (2000), pp. 102–104
| - ع - ن - ت نواب رؤساء الولايات المتحدة (قائمة) | - ع - ن - ت نواب رؤساء الولايات المتحدة (قائمة) | - ع - ن - ت نواب رؤساء الولايات المتحدة (قائمة) |
| --- | ----------------------------------------------- | ----------------------------------------------- |
| - جون آدامز - توماس جفرسون - آرون بور - جورج كلينتون - إلبردج جيري - دانيال تومبكينس - جون كالهون - مارتن فان بيورين - ريتشارد مينتور جونسون - جون تايلر - جورج دالاس - ميلارد فيلمور - وليام آر كنج - جون بريكنريدج - هانيبال هاملين - أندرو جونسون - سكايلر كولفاكس - هنري ويلسون - وليام ويلر - تشستر آرثر - توماس أندروز هندريكس - ليفي بي مورتون - أدلاي ستيفنسون - جاريت هوبرت - ثيودور روزفلت - تشارلز فيربانكس - جيمس شيرمان - توماس مارشال - كالفين كوليدج - تشارلز جيتس دوز - تشارلز كورتيس - جون نانس غارنر - هنري أغارد ولاس - هاري ترومان - ألبين باركلي - ريتشارد نيكسون - ليندون جونسون - هيوبرت همفري - سبيرو أغنيو - جيرالد فورد - نيلسون روكفلر - والتر مونديل - جورج بوش الأب - دان كويل - آل جور - ديك تشيني - جو بايدن - مايك بنس - كامالا هاريس |                                                 |                                                 |

| ضبط استنادي | ضبط استنادي |
| ----------- | --- |
| دولية       | - الاسم المعياري الدولي (ISNI) - ملف الضبط الاستنادي الافتراضي الدَّولي (VIAF) - المُعرِّف مُتعدِّد الأوجه (FAST) - مركز المكتبة الرقمية على الإنترنت (WC Entities) |
| وطنية       | - الملف الاستنادي المتكامِل (GND) - مكتبة الكونغرس (LCNAF) - المكتبة الوطنية الفرنسية (BnF) - مكتبة البرلمان القومي الياباني (NDL) - المكتبة الوطنية الإيطالية (SBN) - قاعدة البيانات الوطنية التشيكية (NLCR AUT) - المكتبة القومية البرتغالية (PTBNP) - المَكنز الوطني للمؤلِّفين (NTA) - نظام الضبط الاستنادي النرويجي (BIBSYS) - المكتبة الوطنية في زغرب (NSK) - المكتبة القومية الكوريَّة (NLK) - المكتبة القومية في بولندا (NLP) - مكتبة الفاتيكان (VcBA) - المكتبة القومية الإسرائيلية (J9U) - المكتبة الملكية البلجيكية (KBR) |
| بحثية       | - مُتصفِّح المعلومات الأكاديمية "سيني" (CiNii) |
| فنية        | - موسوعة ميوزيك برينز (MBA) |
| تراجم       | - الكونغرس الأمريكي (congbio) - نفائس المكتبة القومية الأسترالية (NLA Trove) - الفهارس الألمانية (DtBio) - المكتبة الألمانية الرقمية (DDB) |
| أخرى        | - النظام الجامعي للتوثيق (IdRef) - الأراشيف القومية في الولايات المُتحدة (NAID) - الشبكات الاجتماعية ونظام المحتوى المؤرشف (SNAC Ark) |

في كومنز مواد ذات صلة بـ هنري أغارد ولاس.

| - ع - ن - ت أعضاء مجلس وزراء الرئيس فرانكلين روزفلت (1933–1945) | - ع - ن - ت أعضاء مجلس وزراء الرئيس فرانكلين روزفلت (1933–1945)                                                    | - ع - ن - ت أعضاء مجلس وزراء الرئيس فرانكلين روزفلت (1933–1945) |
| --------------------------------------------------------------- | --- | --------------------------------------------------------------- |
| نائب الرئيس                                                     | - جون نانس غارنر (1933–1941) - هنري أغارد ولاس (1941–1945) - هاري ترومان (1945)                                    |                                                                 |
| وزير الخارجية                                                   | - كورديل هل (1933–1944) - إدوارد ستيتنيوس (1944–1945)                                                              |                                                                 |
| وزير الخزانة                                                    | - ويليام وودين [لغات أخرى]‏ (1933) - هنري مورغنثاو (1934–1945)                                                      |                                                                 |
| وزير الحرب                                                      | - جورج هنري ديرن (1933–1936) - هاري هاينز ودينج (1936–1940) - هنري ستيمسون (1940–1945)                             |                                                                 |
| النائب العام                                                    | - هوميروس ستيل كامينغز (1933–1939) - فرانك ميرفي (1939–1940) - روبرت جاكسون (1940–1941) - فرانسيس بيدل (1941–1945) |                                                                 |
| مدير مكتب البريد العام [الإنجليزية]‏                             | - جيمس فارلي (1933–1940) - فرانك كومرفورد ووكر (1940–1945)                                                         |                                                                 |
| الأمين العام للبحرية                                            | - Claude A. Swanson (1933–1939) - تشارلز أديسون (1939–1940) - فرانك نوكس (1940–1944) - جيمس فورستال (1944–1945)    |                                                                 |
| وزير الداخلية                                                   | - Harold L. Ickes (1933–1945)                                                                                      |                                                                 |
| وزير الزراعة                                                    | - هنري أغارد ولاس (1933–1940) - Claude R. Wickard (1940–1945)                                                      |                                                                 |
| وزير التجارة                                                    | - دانيال جيم روبر (1933–1938) - هاري هوبكنز (1938–1940) - جيسي هولمان جونز (1940–1945) - هنري أغارد ولاس (1945)    |                                                                 |
| وزير العمل                                                      | - فرانسيس بيركنز (1933–1945)                                                                                       |                                                                 |
| - ع - ن - ت أعضاء مجلس وزراء الرئيس هاري ترومان (1945–1953) | - ع - ن - ت أعضاء مجلس وزراء الرئيس هاري ترومان (1945–1953)                                                       | - ع - ن - ت أعضاء مجلس وزراء الرئيس هاري ترومان (1945–1953) |
| ----------------------------------------------------------- | --- | ----------------------------------------------------------- |
| نائب الرئيس                                                 | - None (1945–1949) - ألبين باركلي (1949–1953)                                                                     |                                                             |
| وزير الخارجية                                               | - إدوارد ستيتنيوس (1945) - جيمس بيرنز (1945–1947) - جورج مارشال (1947–1949) - دين آتشيسون (1949–1953)             |                                                             |
| وزير الخزانة                                                | - هنري مورغنثاو (1945) - فريدريك مور فينسون (1945–1946) - جون ويسلي سنايدر (1946–1953)                            |                                                             |
| وزير الحرب                                                  | - هنري ستيمسون (1945) - روبرت باترسون ب. (1945–1947) - كينيث كليبورن رويال (1947)                                 |                                                             |
| وزير الدفاع الأمريكي                                        | - جيمس فورستال (1947–1949) - لويس أيه جونسون (1949–1950) - جورج مارشال (1950–1951) - روبرت أ. لوفيت (1951–1953)   |                                                             |
| النائب العام                                                | - فرانسيس بيدل (1945) - توم سي كلارك (1945–1949) - J. Howard McGrath (1949–1952) - James P. McGranery (1952–1953) |                                                             |
| مدير مكتب البريد العام [الإنجليزية]‏                         | - فرانك كومرفورد ووكر (1945) - Robert E. Hannegan (1945–1947) - جيسي م دونالدسون (1947–1953)                      |                                                             |
| الأمين العام للبحرية                                        | - جيمس فورستال (1945–1947)                                                                                        |                                                             |
| وزير الداخلية                                               | - Harold L. Ickes (1945–1946) - يوليوس ألبرت كروج (1946–1949) - أوسكار إل تشابمان (1949–1953)                     |                                                             |
| وزير الزراعة                                                | - Claude R. Wickard (1945) - كلينتون أندرسون (1945–1948) - تشارلز فرانكلين برانان (1948–1953)                     |                                                             |
| وزير التجارة                                                | - هنري أغارد ولاس (1945–1946) - أفيريل هاريمان (1946–1948) - تشارلز سوير (1948–1953)                              |                                                             |
| وزير العمل                                                  | - فرانسيس بيركنز (1945) - Lewis B. Schwellenbach (1945–1948) - موريس جي. توبين (1948–1953)                        |                                                             |
| - ع - ن - ت وزير التجارة الأمريكي | - ع - ن - ت وزير التجارة الأمريكي | - ع - ن - ت وزير التجارة الأمريكي                |
| --------------------------------- | --- | ------------------------------------------------ |
| وزير التجارة والعمل               | - جورج كورتيليو [لغات أخرى]‏ - فيكتور ه ميتكالف - Straus - تشارلز ناغل | Seal of the United States Department of Commerce |
| وزير التجارة                      | - وليام جيم ريدفيلد - جوشوا جورج الكسندر - هربرت هوفر - ويليام إف. وايتنغ - روبرت ب. لامونت - روي د شابين - دانيال جيم روبر - هاري هوبكنز - جيسي هولمان جونز - هنري أغارد ولاس - أفيريل هاريمان - تشارلز سوير - سنكلير ويكس - لويس ستراوس - فريدريك إتش. مولر - Luther H. Hodges - جون تي. كونور - Alexander Trowbridge - سايروس روليت سميث - موريس ستانس - بيتر جورج بيترسون - فريدريك بايلي دنت - روجرز مورتون - إليوت ريتشاردسون - Juanita M. Kreps - Philip Klutznick - مالكولم بالدريدج، الابن - William Verity, Jr. - روبرت موسباكر - باربرا فرانكلين - رون براون - ميكي كانتور - وليام دالي - نورمان مينيتا - دونالد ايفانز - كارلوس جوتيريز - غاري لوك - جون بريسون - بيني بريتزكر - ويلبر روس - جينا رايموندو | Seal of the United States Department of Commerce |
| - ع - ن - ت وزير زراعة الولايات المتحدة | - ع - ن - ت وزير زراعة الولايات المتحدة | - ع - ن - ت وزير زراعة الولايات المتحدة |
| --- | --------------------------------------- | --------------------------------------- |
| - نورمان جاي كولمان - Jeremiah McLain Rusk - يوليوس ستيرلينغ مورتون - جيمس ويلسون (سياسي أمريكي، مواليد 1835) - هيوستن - إدوين تي ميريديث - هنري كانتويل والاس - هوارد مسون غور - وليام ماريون جاردين - آرثر ماستيك هايد - هنري أغارد ولاس - Claude R. Wickard - كلينتون أندرسون - تشارلز فرانكلين برانان - عزرا تافت بنسون - أورفيل فريمان - كليفورد م هاردن - Earl Butz - Knebel [الإنجليزية] - روبرت بيرجلاند - Block [الإنجليزية] - ريتشارد ادموند ينج - Clayton Keith Yeutter - إدوارد ريل ماديجان - مايك إسبي - دان جليكمان - آن فينمان - مايك جوهانس - إد شافر - توم فيلساك - سوني بيردو - توم فيلساك |                                         |                                         |